# 康尼·馬克三世
康尼·馬克三世（英語：Connie Mack III；1940年10月29日—）是美国的一位政治人物。在1989年至2001年期間，他是佛罗里达州的聯邦參議員。他的黨籍是共和黨。在1996年和2000年美国总统选举時，康尼·馬克三世曾被外界視為共和黨副總統候選人。